# Geolycosa rafaelana
Geolycosa rafaelana är en spindelart som först beskrevs av Chamberlin 1928.  Geolycosa rafaelana ingår i släktet Geolycosa och familjen vargspindlar. Inga underarter finns listade i Catalogue of Life.